# Víktor Leónov
Víktor Nikoláyevich Leónov (en ruso: Виктор Николаевич Лео́нов; Zaraisk, Imperio ruso, 21 de noviembre de 1916 – Moscú, Unión Soviética, 7 de octubre de 2003)  fue un oficial naval (capitán de 2.º rango) soviético que combatió en las filas de la Flota del Norte de la Armada soviética durante la Segunda Guerra Mundial. Durante dicho conflicto fue galardonado dos veces con el título de Héroe de la Unión Soviética. Después de la guerra, durante la era soviética, estaba considerado como una especie de leyenda, con frecuencia daba discursos a las organizaciones comunistas sobre su participación en la guerra.

## Biografía

### Infancia y juventud
Víktor Leónov nació el 21 de noviembre de 1916 en la localidad de Zaraisk en la gobernación de Moscú en lo que en esa época era el Imperio ruso (actualmente en el óblast de Moscú en Rusia), en el seno de una familia de clase trabajadora. En 1931 terminó sus estudios en una escuela de su localidad natal y después, entre 1931 y 1933, estudió en la escuela de aprendices de fábrica en la planta de Kalibr en Moscú, donde trabajó como ajustador de patrones y compaginó su trabajo con actividades sociales: miembro del comité de fábrica del Komsomol, presidente del comité del taller de inventores, jefe de la brigada juvenil.
En 1937 se unió a la Armada Soviética y fue destinado a la Flota del Norte, donde completó un curso de formación en el S.M. Escuadrón de Entrenamiento Kirov para Buceo en la ciudad de Poliarny. Fue enviado para un servicio adicional en el submarino Shch-402. Durante la Guerra de Invierno el Shch-402 realizó patrullas frente a la costa de Suecia entre el puerto de Vardo y el cabo Nordkinn. En febrero de 1940, por motivos de salud, fue retirado del servicio activo en el mar y asignado como mecánico a una unidad de reparación de submarinos en Leningrado.

### Segunda Guerra Mundial
Tras el inicio de la invasión alemana de la Unión Soviética en 1941, Leónov envió un informe en el que solicitaba su inscripción en el 181.º Destacamento de Reconocimiento Independiente de la Flota del Norte, en el que llevó a cabo unas cincuenta operaciones de combate en la retaguardia del enemigo desde el 18 de julio de 1941. En 1942, se convirtió en miembro del Partido Comunista de la Unión Soviética. En diciembre de 1942, después de obtener el rango de oficial, se convirtió en comisario y un año después fue asignado al 181.º Destacamento Especial de Reconocimiento de la Flota del Norte. En abril de 1944 fue ascendido a teniente.
En octubre de 1944, durante la operación Petsamo-Kirkenes, los exploradores navales bajo el mando de Leónov desembarcaron en la costa ocupada por la Wehrmacht, y durante dos días se dirigieron al punto designado en las duras condiciones del terreno ártico, sin poder hacer nada de fuego para calentarse y preparar la comida. En la mañana del 12 de octubre, atacaron repentinamente una batería de 88 mm situada en el cabo Krestovoy. Consiguieron capturarlo y también tomaron prisioneros a un gran número de soldados alemanes. Cuando un barco con soldados alemanes intentó desembarcar cerca de su posición, Leónov junto con un destacamento de tropas al mando de Iván Barchenko-Yemelianov rechazaron los ataques y capturaron a unos 60 soldados enemigos. Esta batalla aseguró el éxito del desembarco soviético en Liinajamari, lo que condujo a la captura del puerto y la ciudad por parte de las fuerzas soviéticas. Por lo tanto, el destacamento de Leónov, con sus acciones, creó las condiciones adecuadas para el éxito del desembarco de las tropas soviéticas en el puerto libre de hielo de Liinajamari y la posterior captura de Petsamo y Kirkenes. Por hacerlo, recibió el título de Héroe de la Unión Soviética por primera vez el 5 de noviembre de 1944.
Después de la derrota de la Alemania nazi en mayo de 1945, Leónov fue asignado al Lejano Oriente, donde participó en la guerra soviético-japonesa en agosto de 1945. Como oficial de inteligencia de primera línea adjunto al cuartel general del 140.° Destacamento de Reconocimiento Independiente de la Flota del Pacífico, la unidad bajo su mando participó en el desembarco anfibio de las tropas soviéticas en la Corea ocupada por los japoneses, donde desembarcaron en las ciudades portuarias de Seishin, Genzan y Rajin-guyok, que se encuentran en la parte norte de la Península de Corea. En la ciudad portuaria de Genzan, los exploradores navales bajo el mando de Leónov capturaron y desarmaron a 200 oficiales y 3500 soldados del Ejército Imperial Japonés, además de capturar tres baterías de artillería, cinco aviones y varios depósitos de municiones, sin sufrir una sola baja. Por estas acciones recibió el título de Héroe de la Unión Soviética por segunda vez el 14 de septiembre de 1945.

### Posguerra
Después de la guerra, Leónov continuó su servicio militar en la Flota del Norte y en la Oficina Central de la Armada Soviética. En 1950 se graduó en la Escuela Superior Naval Bandera Roja del Caspio, que lleva el nombre de Serguéi Kírov en Bakú (RSS de Azerbaiyán), y en 1952 fue ascendido a Capitán de segundo rango. De 1953 a 1956, fue estudiante de la Academia Naval Voroshilov (actual Academia Naval Kuznetsov) en Leningrado donde se graduó en el segundo año de la academia.
En julio de 1956 fue dado de baja en el servicio activo y trasladado a la reserva. De 1957 a 1987, trabajó como ingeniero en el Instituto de Investigación de Ingeniería del Petróleo en Moscú. Murió en Moscú el 7 de octubre de 2003 y fue enterrado en el cementerio Leonovskoye.

## Condecoraciones

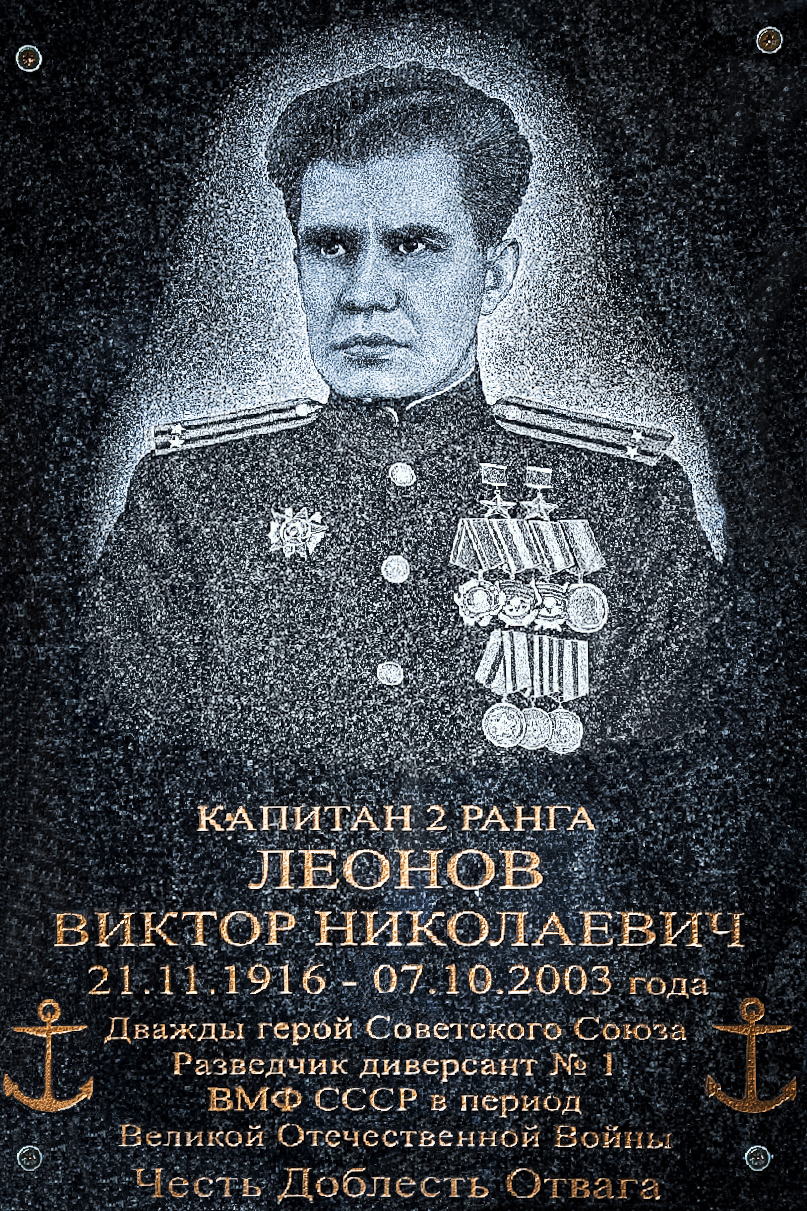
En 2018, en la fachada de la residencia del viajero ruso Fiódor Kóniujov, en Moscú, la Unión de Marineros Militares instaló una placa conmemorativa en honor del oficial de la Armada soviética, Víktor Leonov.

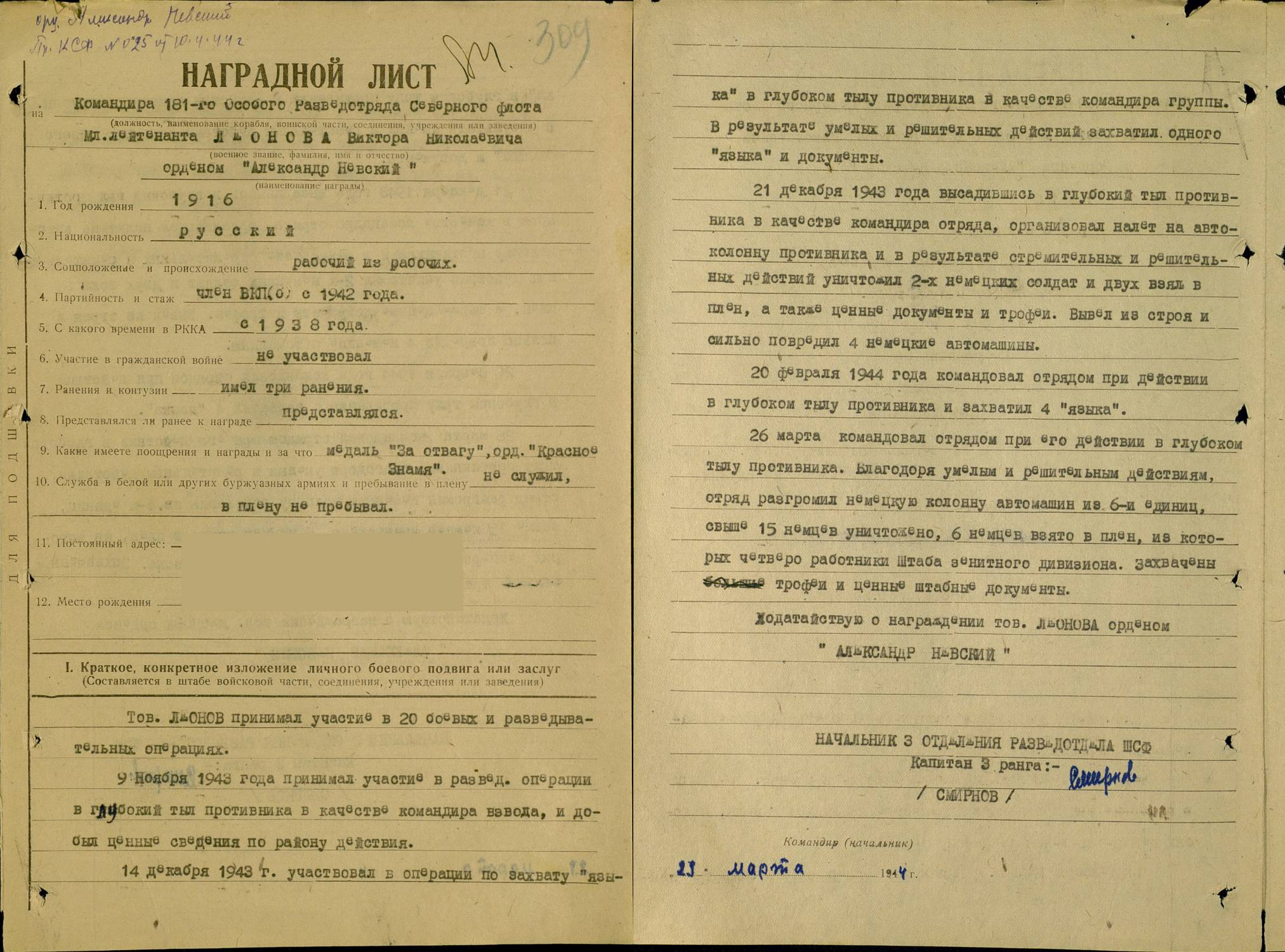
Lista de premios de Víktor Leónov. Presentación para la entrega de la Orden de Alejandro Nevski

A lo largo de su carrera militar Víktor Leónov fue galardonado con las siguientes condecoraciones
Unión Soviética y Rusia
- Héroe de la Unión Soviética, dos veces (5 de noviembre de 1944 y 14 de septiembre de 1945)
- Orden de Lenin (5 de noviembre de 1944)
- Orden de la Bandera Roja, dos veces (3 de octubre de 1942 y 18 de diciembre de 1944)
- Orden de Alejandro Nevski (10 de abril de 1944)
- Orden de la Guerra Patria de 1.er grado, (11 de marzo de 1985)
- Orden de la Estrella Roja (26 de febrero de 1956)
- Orden de la Amistad (Federación Rusa, 27 de enero de 1997) - «por servicios al estado, muchos años de trabajo concienzudo y una gran contribución al fortalecimiento de la amistad y la cooperación entre los pueblos».[6]
- Medalla al Valor (15 de diciembre de 1941)
- Medalla por el Servicio de Combate (6 de noviembre de 1947)
- Medalla Conmemorativa por el Centenario del Natalicio de Lenin
- Medalla por la Defensa del Ártico Soviético (1944)
- Medalla por la Victoria sobre Alemania en la Gran Guerra Patria 1941-1945 (1945)
- Medalla Conmemorativa del 20.º Aniversario de la Victoria en la Gran Guerra Patria de 1941-1945
- Medalla Conmemorativa del 30.º Aniversario de la Victoria en la Gran Guerra Patria de 1941-1945
- Medalla Conmemorativa del 40.º Aniversario de la Victoria en la Gran Guerra Patria de 1941-1945
- Medalla Conmemorativa del 50.º Aniversario de la Victoria en la Gran Guerra Patria de 1941-1945
- Medalla Conmemorativa del 300.º Aniversario de la Armada de Rusia (1996)
- Medalla Conmemorativa del 850.º Aniversario de Moscú
- Medalla por la Victoria sobre Japón
- Medalla al Trabajador Veterano
- Medalla del 30.º Aniversario de las Fuerzas Armadas de la URSS
- Medalla del 40.º Aniversario de las Fuerzas Armadas de la URSS
- Medalla del 50.º Aniversario de las Fuerzas Armadas de la URSS
- Medalla del 60.º Aniversario de las Fuerzas Armadas de la URSS
- Medalla del 70.º Aniversario de las Fuerzas Armadas de la URSS

Otros países
- Orden de la Bandera Nacional de 3.er grado (Corea del Norte, 23 de diciembre de 1948)[7]
- Medalla por la Liberación de Corea (Corea del Norte)
- Medalla del 30.º Aniversario de la Victoria sobre el Japón Militarista (Mongolia)